# Micro tranchée
Une micro tranchée est une tranchée de faible dimension.
Le développement des réseaux très haut débit est freiné, spatialement (étendue des territoires couverts) et temporellement (rapidité des déploiements), par le coût des infrastructures d'accueil. Ces dernières années, les industriels ont développé des techniques de génie civil allégé, permettant de réduire le coût, la durée et la gêne occasionnée par les travaux. Les tranchées de faibles dimensions font partie de cette famille de techniques, et ont été normalisées en juin 2009.
Le génie civil allégé recouvre deux types de techniques : les tranchées de faibles dimensions et le rainurage. À ce jour, seules les tranchées de faibles dimensions sont normalisées.
Le rainurage consiste en la réalisation d'une ouverture d'une largeur de 1 à 2 cm sur une profondeur d'une dizaine de centimètres. Un gestionnaire de voirie peut autoriser le rainurage sur son domaine public routier, par dérogation aux normes, mais il ne bénéficiera pas de la protection offerte par une norme.
Depuis juin 2009, la réalisation de tranchées de faibles dimensions est encadrée par une norme expérimentale, référencée XP P98-333.
Ce cadre normatif offre aux gestionnaires de domaine public routier une référence technique, permettant de s'assurer que les entreprises
réalisent les tranchées de faibles dimensions dans les règles de l'art, garantissant la préservation du patrimoine routier.

## Caractérisation des tranchées de faibles dimensions
La norme XP P98-333 définit deux catégories de tranchées de faibles dimensions :  (annulée le 21/06/2017)
• les micro-tranchées, d'une largeur comprise entre 5 et 15cm,
• les mini-tranchées, d'une largeur comprise entre 15 et 30cm.
Dans les deux cas, la hauteur de couverture des réseaux enfouis est comprise entre 30 et 80 cm. Le schéma ci-contre illustre les dimensions des différents types de tranchées.
La norme XP P98-333 prévoit le remblayage par matériau autocompactant ou par matériaux traditionnels, selon la largeur et la localisation de la tranchée.

ATTENTION: CETTE NORME A ETE ANNULEE LE 21/06/2017

## Génie civil allégé et réseaux optiques
De façon générale, les tranchées de faibles dimensions présentent un triple intérêt : le coût est moins élevé qu'avec une tranchée classique,
les travaux durent moins longtemps, et la gêne occasionnée par les travaux est réduite.
Ces techniques sont particulièrement adaptées à la pose de fourreaux pour les réseaux optiques, pour plusieurs raisons.
Le premier point est lié à la nature même du réseau optique. Contrairement aux réseaux d'eau, il n'y a aucun risque de gel, donc aucune nécessité de placer le réseau hors-gel avec une profondeur d'enfouissement importante. Et contrairement aux réseaux d'électricité ou de gaz, le contact accidentel avec des réseaux optiques, par exemple lors de travaux ultérieurs sur la voirie, ne présente aucun danger pour les personnes. Bien entendu, il existe tout de même un risque économique, lié à une interruption de service en cas de dommages sur un câble.
Le second point est lié au contexte dans lequel se déploient les réseaux optiques. Le déploiement du FTTH en France commence véritablement à partir de 2008-2009, alors que les réseaux électriques, téléphoniques, de gaz ou d'eau ont été majoritairement réalisés il y a quelques décennies. Autrement dit, le FTTH doit être inséré dans des sous-sols parfois encombrés ; les tranchées de faibles dimensions permettent de réduire l'espace nécessaire. Pour autant, toute opération de génie civil allégé reste bien entendu soumise aux mêmes procédures que les autres travaux souterrains.
Enfin, le modèle économique du développement des réseaux très haut débit présente une particularité par rapport aux autres réseaux : ce développement se fait dans le champ concurrentiel, donc avec des coûts de déploiement tirés vers le bas. Plus le coût au mètre est bas,
plus la couverture pourra être étendue, à budget global équivalent.